# والت سومنر
والت سومنر (بالإنجليزية: Walt Sumner)‏ هو لاعب كرة قدم أمريكية أمريكي، ولد في 2 فبراير 1947 في أوكيلا في الولايات المتحدة.

## وصلات خارجية
- والت سومنر على موقع مرجع كرة القدم المحترفة.كوم (الإنجليزية)